# Grönpricksdyna
Grönpricksdyna (Hypocrea gelatinosa) är en svampart som först beskrevs av Tode, och fick sitt nu gällande namn av Elias Fries 1849. Grönpricksdyna ingår i släktet svampdynor och familjen Hypocreaceae.  Arten är reproducerande i Sverige. Inga underarter finns listade i Catalogue of Life.